# Remy Rikers
Remy M.J.P. Rikers is hoogleraar onderwijs- en cognitieve psychologie aan de Erasmus Universiteit Rotterdam en de University College Roosevelt, Universiteit Utrecht.

## Biografie
Rikers promoveerde in 1999 aan de Universiteit Maastricht. Zijn onderzoek heeft zich vooral gericht op expertiseontwikkeling in de Geneeskunde. Hij is bekend van zijn stelling dat een aangeboren talent of aanleg niet bepalend is voor exceptionele prestaties, maar dat deze prestaties het resultaat zijn van veel en hoogwaardige oefening, kennis en ervaring. Zijn onderzoek bouwt voort op het onderzoek van Karl Anders Ericsson met betrekking tot deliberate practice.